# کنراد برنز
کونراد برنز (به انگلیسی: Conrad Burns) سناتور سابق عضو حزب جمهوری‌خواه ایالات متحده آمریکا بود. وی در سال ۱۹۸۹ تا ۲۰۰۷ میلادی سناتور ایالت مونتانا در سنای ایالات متحده آمریکا بود.